# Uroxys latesulcatus
Uroxys latesulcatus là một loài bọ cánh cứng trong họ Bọ hung (Scarabaeidae).